# 초구역
초구역(草邱驛)은 조선민주주의인민공화국 강원도 고성군 고성읍 명호리에 있는 동해북부선의 철도역이었다. 지금의 대한민국 강원특별자치도 고성군 현내면 명호리 통일전망대 인근에 위치해 있었다.
현재는 열차는 운행되지 않으나 역사는 열린 남쪽 제진역과 마찬가지로 민통선 이북에 있다.

## 연혁
- 1935년 11월 1일 : 보통역으로 영업 개시
- 1950년 6월 25일 : 한국전쟁 폭격으로 폐역